# Reservecompetitie 2015/16 (voetbal)
De reservecompetitie 2015/16 is het eerste seizoen in het bestaan van de Nederlandse Reservecompetitie. De voetbalcompetitie, georganiseerd door de KNVB maar buiten de competitiestructuur vallend, wordt georganiseerd voor schaduwelftallen van Nederlandse profvoetbalclubs.
Jong sc Heerenveen werd in dit seizoen reservekampioen van Nederland.

## Ranglijst

### Groep A
| Pos | Club                    | gs | W  | G | v  | pnt | ds    |
| --- | ----------------------- | -- | -- | - | -- | --- | ----- |
| 1.  | Jong Feyenoord          | 14 | 11 | 2 | 1  | 35  | 41-19 |
| 2.  | Jong ADO Den Haag       | 14 | 8  | 3 | 3  | 27  | 31-20 |
| 3.  | Jong sc Heerenveen      | 14 | 7  | 4 | 3  | 25  | 31-16 |
| 4.  | Jong Heracles Almelo    | 14 | 6  | 4 | 4  | 22  | 39-30 |
| 5.  | Jong Cambuur Leeuwarden | 14 | 6  | 4 | 4  | 22  | 30-23 |
| 6.  | Jong PEC Zwolle         | 14 | 4  | 1 | 9  | 22  | 21-39 |
| 7.  | Jong Willem II          | 14 | 2  | 2 | 10 | 8   | 15-34 |
| 8.  | Jong Helmond Sport      | 14 | 1  | 2 | 11 | 5   | 11-38 |

###### Legenda
| Kleur | Kwalificatie voor                                 |
| ----- | ------------------------------------------------- |
|       | Geplaatst voor de Play-off I: Kampioenscompetitie |
|       | Geplaatst voor de Play-off II                     |
|       | Geplaatst voor de Play-off III                    |
|       | Geplaatst voor de Play-off IV                     |

### Groep B
| Positie | Club                 | WG | W  | G | V  | P  | DS    |
| ------- | -------------------- | -- | -- | - | -- | -- | ----- |
| 1.      | Jong Excelsior       | 14 | 11 | 2 | 1  | 35 | 41-19 |
| 2.      | Jong NAC Breda       | 14 | 8  | 3 | 3  | 27 | 31-20 |
| 3.      | Jong Go Ahead Eagles | 14 | 7  | 4 | 3  | 25 | 31-16 |
| 4.      | Jong Roda JC         | 14 | 6  | 4 | 4  | 22 | 39-30 |
| 5.      | Jong N.E.C.          | 14 | 6  | 4 | 4  | 22 | 30-23 |
| 6.      | Jong Fortuna Sittard | 14 | 4  | 1 | 9  | 22 | 21-39 |
| 7.      | Jong FC Dordrecht    | 14 | 2  | 2 | 10 | 8  | 15-34 |

## Eindstand Play-offs

### Play-off I: Kampioenscompetitie
De groepswinnaar van de Play-off I wint het reservekampioenschap van Nederland. De nummers 2 t/m 4 zijn zeker van deelname in Groep A in het seizoen 2016/17.
| Positie | Club                 | WG | W | G | V | P  | DS    |
| ------- | -------------------- | -- | - | - | - | -- | ----- |
| 1.      | Jong sc Heerenveen   | 6  | 4 | 2 | 0 | 14 | 11-5  |
| 2.      | Jong Feyenoord       | 6  | 2 | 2 | 2 | 8  | 9-10  |
| 3.      | Jong ADO Den Haag    | 6  | 2 | 1 | 3 | 7  | 11-10 |
| 4.      | Jong Heracles Almelo | 6  | 0 | 3 | 3 | 3  | 5-11  |

### Legenda
| Kleur | Kwalificatie voor                 |
| ----- | --------------------------------- |
|       | Kampioen van de reservecompetitie |

### Play-off II
De nummers 1 en 2 van de Play-off II plaatsen zich voor het volgende seizoen 2016/17 voor Groep A en de nummers 3 en 4 voor Groep B.
| Positie | Club            | WG | W | G | V | P  | DS    |
| ------- | --------------- | -- | - | - | - | -- | ----- |
| 1.      | Jong Excelsior  | 6  | 4 | 2 | 0 | 14 | 19-11 |
| 2.      | Jong SC Cambuur | 6  | 4 | 1 | 1 | 13 | 22-12 |
| 3.      | Jong NAC Breda  | 6  | 2 | 1 | 3 | 7  | 8-14  |
| 4.      | Jong PEC Zwolle | 6  | 0 | 0 | 6 | 0  | 3-15  |

### Legenda
| Kleur | Kwalificatie voor                      |
| ----- | -------------------------------------- |
|       | Plaatsing voor Groep A seizoen 2016/17 |
|       | Plaatsing voor Groep B seizoen 2016/17 |

## Statistieken

#### Topscorers
Hieronder volgt een overzicht van de 20 productiefste voetballers in het topschuttersklassement.
| Pos. | Speler               | Club                                    | Wed |    | Gescoord met penalty | Gem  |
| ---- | -------------------- | --------------------------------------- | --- | -- | -------------------- | ---- |
| 1.   | Paul Gladon          | Jong Heracles Almelo                    | 12  | 16 | 2                    | 1.33 |
| 2.   | Giovanni Korte       | Jong ADO Den Haag                       | 8   | 8  | 0                    | 1    |
| 2.   | Nigel Hasselbaink    | Jong Excelsior                          | 9   | 8  | 1                    | 0.89 |
| 4.   | Brandon Robinson     | Jong NAC Breda                          | 6   | 7  | 0                    | 1.17 |
| 5.   | Anass Achahbar       | Jong Feyenoord                          | 14  | 6  | 0                    | 0.43 |
| 5.   | Jari Schuurman       | Jong Feyenoord                          | 13  | 6  | 0                    | 0.46 |
| 5.   | Peter van Ooijen     | Jong Heracles Almelo                    | 11  | 6  | 0                    | 0.55 |
| 5.   | Kevin Vermeulen      | Jong Excelsior                          | 11  | 6  | 0                    | 0.55 |
| 5.   | Daniël van Warven    | Jong Cambuur Leeuwarden                 | 14  | 6  | 0                    | 0.43 |
| 10.  | Tarik Kada           | Jong sc Heerenveen Jong Heracles Almelo | 12  | 5  | 0                    | 0.42 |
| 10.  | Brahim Darri         | Jong Heracles Almelo                    | 5   | 5  | 0                    | 1.00 |
| 10.  | Rowdy van der Putten | Jong Cambuur Leeuwarden                 | 10  | 5  | 1                    | 0.50 |
| 13.  | Luka Zahović         | Jong sc Heerenveen                      | 11  | 4  | 0                    | 0.36 |
| 13.  | Jens Toornstra       | Jong Feyenoord                          | 7   | 4  | 0                    | 0.57 |
| 13.  | Henk Veerman         | Jong sc Heerenveen                      | 5   | 4  | 0                    | 0.80 |
| 13.  | Michiel Kramer       | Jong Feyenoord                          | 5   | 4  | 2                    | 0.80 |
| 13.  | Gonzalo García       | Jong Heracles Almelo                    | 10  | 4  | 0                    | 0.40 |
| 13.  | Lex Immers           | Jong Feyenoord                          | 6   | 4  | 0                    | 0.67 |
| 13.  | Roland Alberg        | Jong ADO Den Haag                       | 3   | 4  | 1                    | 1.33 |
| 13.  | Teije ten Den        | Jong Go Ahead Eagles                    | 9   | 4  | 1                    | 0.44 |

#### Assists
Hieronder volgt een klassement van de 4 voetballers die de meeste assists gaven.
| Pos. | Speler         | Club                 | Wed | Assist |
| ---- | -------------- | -------------------- | --- | ------ |
| 1.   | Luka Zahović   | Jong sc Heerenveen   | 11  | 5      |
| 2.   | Jens Toornstra | Jong Feyenoord       | 7   | 4      |
| 2.   | Tonny Vilhena  | Jong Feyenoord       | 7   | 4      |
| 2.   | Menno Heerkes  | Jong Heracles Almelo | 14  | 4      |